# Функції Ганкеля
Функції Ганкеля (Ханкеля) (функції Бесселя третього роду) — лінійні комбінації функцій Бесселя першого і другого роду, а отже, розв'язки рівняння Бесселя. Названі на честь німецького математика Германа Ганкеля.
{\displaystyle H_{\nu }^{(1)}(z)=J_{\nu }(z)+iY_{\nu }(z)} — функція Ганкеля першого роду;
{\displaystyle H_{\nu }^{(2)}(z)=J_{\nu }(z)-iY_{\nu }(z)} — функція Ганкеля другого роду.
Функції Ганкеля з індексом 0 є фундаментальними розв'язками рівняння Гельмгольца.

## Властивості
- Подання функціями Бесселя першого роду:

{\displaystyle H_{\nu }^{(1)}(z)={\frac {J_{-\nu }(z)-e^{-\nu \pi i}J_{\nu }(z)}{i\sin(\nu \pi )}}}
{\displaystyle H_{\nu }^{(2)}(z)={\frac {J_{-\nu }(z)-e^{\nu \pi i}J_{\nu }(z)}{-i\sin(\nu \pi )}}}
- Визначник Вронського:

{\displaystyle W\left[H_{\nu }^{(1)}(z),H_{\nu }^{(2)}(z)\right]=-{\frac {4i}{\pi z}}}
- Симетрія за індексом:

{\displaystyle H_{-\nu }^{(1)}(z)=e^{\nu \pi i}H_{\nu }^{(1)}(z)}
{\displaystyle H_{-\nu }^{(2)}(z)=e^{-\nu \pi i}H_{\nu }^{(2)}(z)}
- Асимптотичні подання:

{\displaystyle H_{-\nu }^{(1)}(z)\sim {\sqrt {\frac {2}{\pi z}}}e^{{\frac {i}{4}}(4z-2\pi \nu -\pi )}}, якщо {\displaystyle |z|\to \infty ,-\pi <\arg z<2\pi };
{\displaystyle H_{-\nu }^{(2)}(z)\sim {\sqrt {\frac {2}{\pi z}}}e^{-{\frac {i}{4}}(4z-2\pi \nu -\pi )}}, якщо {\displaystyle |z|\to \infty ,-2\pi <\arg z<\pi }.